# Cremella
Cremella (lombardul: Crimèla) település Olaszországban, Lombardia régióban, Lecco megyében. Lakosainak száma 1680 fő (2023. január 1.). Cremella Barzago, Barzanò, Bulciago és Cassago Brianza községekkel határos.

## Népesség
A település lakossága az elmúlt években az alábbi módon változott:
| Lakosok száma | 1736 | 1724 | 1680 |
|               | 2017 | 2018 | 2023 |